# Crime Writers' Association
Pour les articles homonymes, voir CWA.
La Crime Writers' Association (CWA) est une assemblée d'écrivains du Royaume-Uni. Fondée par John Creasey en 1953, elle est actuellement présidée par Alison Joseph et compte près de 700 membres.
L'adhésion est ouverte à tous les auteurs ayant écrit un roman policier.
L'association décerne chaque année : 
- le Gold Dagger Award, prix littéraire récompensant le meilleur roman policier publié au Royaume-Uni ;
- le prix CWA Ian Fleming Steel Dagger récompensant le meilleur roman issu des genres thriller, adventure ou espionnage publié au Royaume-Uni ;
- le International Dagger Award, récompensant le meilleur roman policier international.